# Polytrichum atrovirens
Polytrichum atrovirens là một loài rêu trong họ Polytrichaceae. Loài này được (Mitt.) Kindb. mô tả khoa học đầu tiên năm 1888.